# On Any Sunday
On Any Sunday (en català: En qualsevol diumenge, o Tots els diumenges) és un documental estatunidenc de 1971 sobre l'esport del motociclisme, dirigit per Bruce Brown, que obtingué una nominació per a l'Oscar al millor documental de 1972.
El documental segueix la vida de diversos pilots de motociclisme i dels afeccionats a les curses en general. Brown va mirar de mostrar els diferents talents que caracteritzen cada modalitat de curses: per exemple, els pilots de motocròs són presentats com a persones d'esperit lliure, mentre que els corredors del desert són gent solitària. Pel que fa a les curses del Grand National, Brown va mostrar les personalitats diferents dels pilots que hi competien, des de l'enfocament empresarial propi de Mert Lawwill fins a la despreocupació pròpia de la jove revelació d'aquell any, David Aldana.
Al documental hi apareix també Steve McQueen, compartint protagonisme amb Lawwill, Malcolm Smith i molts altres motociclistes famosos de finals de la dècada de 1960 i començaments de la de 1970. Des d'una perspectiva històrica, les motocicletes que apareixen a la pel·lícula són Triumph, Husqvarna, Montesa, Harley Davidson, Honda, Yamaha, Suzuki i altres marques encara en producció o ja desaparegudes, com ara BSA i Bultaco.

## Producció
La pel·lícula fou parcialment finançada per Steve McQueen mitjançant la seva empresa "Solar Productions company", tal com queda reflectit als darrers segons dels títols de crèdit.
Parlant del mètode de filmació, Bruce Brown declarà: 
«De vegades, tenia una escena determinada al cap. Per exemple, volia rodar una cursa de motocròs sobre el fang i mostrar els corredors totalment enfangats. En primer lloc, has de ser en una cursa de motocròs quan plogui; després, has de trobar un bon lloc per a rodar. Vàrem mirar una vegada i una altra d'aconseguir la imatge d'un pilot empastifat de fang. Finalment, la vàrem aconseguir, però per un moment va semblar que mai no ho faríem».
Algunes de les seqüències més dramàtiques de la pel·lícula eren els segments de primers plans a càmera lenta de les curses del Grand National. Des de la seva època d'autor de pel·lícules de surf, Brown estava avesat a treballar amb lents super-teleobjectius. Atès que el pressupost no permetia la despesa de càmeres d'alta velocitat, Brown improvisà tot fent servir bateries de 24 volts a les càmeres de filmació de 12 volts. El resultat va ser una càmera improvisada d'alta velocitat.
Brown també feu que alguns pilots empressin una càmera de casc, essent una de les primeres vegades que s'intentava quelcom així. (Cal tenir en compte que tot això passava abans de l'època de les càmeres en miniatura, i el seu muntatge al cas del pilot era sovint força voluminós).
En un moment donat, Brown va trobar un lloc ideal per a una seqüència de conducció a la platja sota el llostre: la base militar Pendleton del cos de Marines dels Estats Units d'Amèrica, prop de San Clemente (Califòrnia), al Comtat de San Diego.
«Vaig pensar que no hi hauria manera d'aconseguir el permís per a filmar a la base de la Marina», recorda Brown. «Steve McQueen va dir que miraria de veure què hi podia fer. L'endemà em va trucar i em va dir que havia contactat algun general, i tot d'una estàvem filmant les seqüències a la platja. Va ser força sorprenent veure les portes que era capaç d'obrir».
Aquelles seqüències de la platja es feren servir per a les escenes finals de la pel·lícula, amb McQueen, Lawwill i Smith pilotant durant la posta de sol.

## Opinió de la crítica
On Any Sunday és sovint considerat com al millor i/o més important documental sobre la motocicleta mai fet. Roger Ebert diu que «representa per al motociclisme allò que The Endless Summer representà per al surf». Ebert en lloa l'alt nivell artístic en l'obtenció de les impressionants imatges de les curses de motos (que, diu, són difícils de filmar), i també el fet de no cansar els espectadors amb els detalls tècnics de com es va dur a terme el rodatge.

## Impacte
Durant la seqüència d'obertura, es veuen uns nens muntant les seves bicicletes en una pista de terra, a imitació dels motociclistes. Gràcies a aquesta escena, es considera que On Any Sunday popularitzà el BMX arreu d'Amèrica (anteriorment, aquest esport només s'havia observat al sud de Califòrnia).
«Penso que molta gent ha canviat d'opinió sobre els motociclistes després de veure la pel·lícula», va dir Brown. «Mert Lawwill m'explicà una anècdota particularment divertida: En ser pilot de motociclisme, era considerat com a l'ovella negra de la família. La vella matriarca de la família, l'àvia de la seva muller, va anar a veure la pel·lícula i enmig d'una de les escenes protagonitzades per Lawwill es va posar dreta i va cridar: "Aquest és el meu net!". De sobte, era el gran heroi de la família».
Molts corredors asseguren que la pel·lícula va ajudar de debò les seves carreres. Malcolm Smith, qui fou també un focus important de la pel·lícula, diu que On Any Sunday li donà el reconeixement internacional que li va permetre d'esdevenir un empresari líder en el sector del motociclisme fora d'asfalt.
La pel·lícula donà lloc a diverses seqüeles:
- On Any Sunday II, 1981, amb Bob Hannah, Larry Huffman i Bernie Schreiber
- On Any Sunday: Revisited, 2000, de Dana Brown
- On Any Sunday: Motocross, Malcolm, & More, 2001

## Índex d'escenes
1. Escena inicial
2. Títols d'obertura [4:07]
3. San Francisco, Califòrnia [7:19]
4. Curses de velocitat [4:55]
5. Curses de dirt track [1:08]
6. Tenint cura de la màquina [4:08]
7. Ratxa de mala sort [5:49]
8. Curses de motocròs [8:55]
9. Malcolm Smith [3:05]
10. El Escorial, Espanya [6:35]
11. Elsinore, Califòrnia [7:52]
12. Curses de sidecar [0:23]
13. Curses d'acceleració [0:57]
14. Ice Racing [1:47]
15. Bonneville Salt Flats [3:15]
16. Sacramento, Califòrnia [6:59]
17. Hillclimb [5:21]
18. Trial: Mags del món de la motocicleta [1:56]
19. Corredors del desert [13:37]
20. Títols de crèdit [0:18]